# Psilocybe
Psilocybe (Fr.) P. Kumm., łysiczka – rodzaj grzybów psylocybinowych należący do rodziny podziemniczkowatych (Hymenogastraceae).

## Charakterystyka
Grzyby saprotroficzne wytwarzające owocniki złożone z kapelusza i trzonu. Kapelusze owocników są higrofaniczne, nagie lub z kosmkowatymi pozostałościami osłony, o lepkiej lub mazistej powierzchni. Hymenofor blaszkowy, blaszki szeroko przyrośnięte do trzonu, o regularnej tramie, po dojrzeniu owocników zabarwione czarno-brązowo. Trzony owocników mają suchą powierzchnię i przeważnie pozbawione są pierścienia. U niektórych gatunków miąższ po skaleczeniu przebarwia się niebiesko. Charakteryzują się one zawartością substancji psychoaktywnych: psylocybiny i psylocyny, a czasem także baeocybiny i norbaeocybiny. Zarodniki łysiczek są elipsoidalne lub lekko kanciaste, o gładkiej powierzchni, z obecną porą rostkową. Wysyp zarodników jest barwy ciemnoliliowo-brązowej lub ciemnobrązowej.

## Systematyka i nazewnictwo
Pozycja w klasyfikacji według Index Fungorum: Hymenogastraceae, Agaricales, Agaricomycetidae, Agaricomycetes, Agaricomycotina, Basidiomycota, Fungi.
Takson Psilocybe został zdiagnozowany przez Eliasa Friesa w pierwszym tomie Systema mycologicum z 1821, w randze plemienia należącego do rodzaju Agaricus:

   Trib. XXXIV. PSILOCIBE.
   Coprini spec. Pers. syn. p. 407. Pratella Gymn. Nees Syst. p. 209.
   CHAR. Velum marginale, tenue, ﬂocculosum, fugacissimum. Stipes cavus, raro junior farctus, tenax, æqualis, subfibrillosus, sæpe viscidus, e conico l. convexo expansus, a stipite subdiscretus. Lamellæ latiusculæ. Substantia tenax, persistens, numquam deliquescens.
   Obs. Tribus naturalissima, a Ψιλος & κυβη dicta. Species plurimæ terresters, loca pinguia l. paludosa incolentes, solitariæ l. gregariæ, minores, persistentes, non cibariæ, valde variantes; hinc pauciores tantum distinguere ausus sum. (A. arvatis, inquilin.)

Nazwa systematyczna Psilocybe została nadana ze względu na gładką powierzchnię kapeluszy owocników i oznacza łysą (gr. psilos) głowę (gr. kubê). Do rangi rodzaju został przeniesiony przez Paula Kummera w Der Führer in die Pilzkunde z 1871. Wyniki badań filogenetycznych prowadzonych m.in. przez Jeana-Marca Moncalvo, które opublikowano w 2002 wskazują, że jest to takson polifiletyczny. Wyróżniają się w nim dwa, wyraźnie odrębne klady. Pierwszy z nich obejmuje przebarwiające się niebiesko grzyby psychoaktywne i jest on siostrzany dla rodzaju hełmówka (Galerina). Drugi klad, do którego należy gatunek typowy, zawiera gatunki pozbawione tych cech i jest spokrewniony głównie z rodzajem Melanotus, a także łuszczakami (Kuehneromyces) i grzybami z rodzaju Phaeogalera. Do 2010 formalnie nie dokonano takiego podziału systematycznego i zakłada się, że jest to jeden rodzaj, zaliczany według kodeksu Index Fungorum do rodziny pierścieniakowatych (Strophariaceae) ze względu na cechy zarodników i skórki kapelusza.
W wyniku badań genetycznych z rodzaju został wydzielony drugi Deconica którego gatunki nie zawierają psylocybiny. Jako że stary gatunek typowy, tj. łysiczka czarnobrązowa (Deconica montana) jej nie zawierał, został do niego przeniesiony oraz ustanowiony nowym gatunkiem typowym. W rodzaju Psilocybe jego miejsce zajęła łysiczka lancetowata (Psilocybe semilanceata).
Synonimy
Agaricus subgen. Deconica W.G. Sm.,
Agaricus subgen. Stropharia Fr.,
Agaricus trib. Hypholoma Fr.,
Agaricus trib. Psilocybe Fr.,
Cytophyllopsis R. Heim ex R. Heim,
Deconica (W.G. Sm.) P. Karst.,
Delitescor Earle,
Galeropsina Velen.,
Geophila Quél.,
Hypholoma (Fr.) P. Kumm.,
Melanotus Pat.,
Naematoloma P. Karst.,
Nematoloma sect. Stropholoma Singer,
Psilocybe subgen. Melanotus (Pat.) Noordel.,
Stropharia (Fr.) Quél.,
Stropholoma (Singer) Balletto,
Weraroa Singer
Nazwa polska
Polską nazwę podał Władysław Wojewoda w 1987 r. W polskim piśmiennictwie mykologicznym należące do tego rodzaju gatunki opisywane były także jako bedłka, kołpaczek, pieczarka, pierścieniak, łysiak, cierniówka, maślanka, łysak, opaska, ostrzępka, półcierniówka.
Niektóre gatunki:
- Psilocybe arcana Borov. & Hlaváček 2001[8][9]
- Psilocybe aztecorum R. Heim 1957
- Psilocybe azurescens Stamets & Gartz 1995 – łysiczka smukłotrzonowa[10]
- Psilocybe bohemica Šebek 1983 – łysiczka czeska[11]
- Psilocybe cubensis (Earle) Singer 1948 – łysiczka kubańska[10]
- Psilocybe cyanescens Wakef. 1946[8] – łysiczka siniejąca[10]
- Psilocybe medullosa (Bres.) Borov. 2007[8]
- Psilocybe merdicola Huijsman 1961[8]
- Psilocybe mexicana R. Heim 1957
- Psilocybe semilanceata (Fr.) P. Kumm. 1871 – łysiczka lancetowata
- Psilocybe serbica M.M. Moser & E. Horak 1969 – łysiczka serbska[11]
- Psilocybe strictipes Singer & A.H. Sm. 1958 – łysiczka błotna
- Psilocybe subcoprophila (Britzelm.) Sacc. 1895
- Psilocybe subviscida (Peck) Kauffman 1918 – łysiczka ciemnobrązowa
- Psilocybe turficola J. Favre 1939 – łysiczka torfowa

Wykaz gatunków i nazwy naukowe na podstawie Index Fungorum. Obejmuje on gatunki występujące w Polsce i niektóre inne. Nazwy polskie według Władysława Wojewody, atlasu grzybów i rekomendacji Komisji ds. Polskiego Nazewnictwa Grzybów przy Polskim Towarzystwie Mykologicznym.
Do gatunków występujących w Polsce i dawniej zaliczanych do rodzaju Psilocybe należą jeszcze tzw. łysiczka drobna, łysiczka mitrowatozarodnikowa, łysiczka odchodowa, łysiczka stożkowata, łysiczka pomiotowa, łysiczka czarnobrązowa i łysiczka wysokogórska. Przeniesione zostały jednak do rodzaju Deconica.

## Galeria

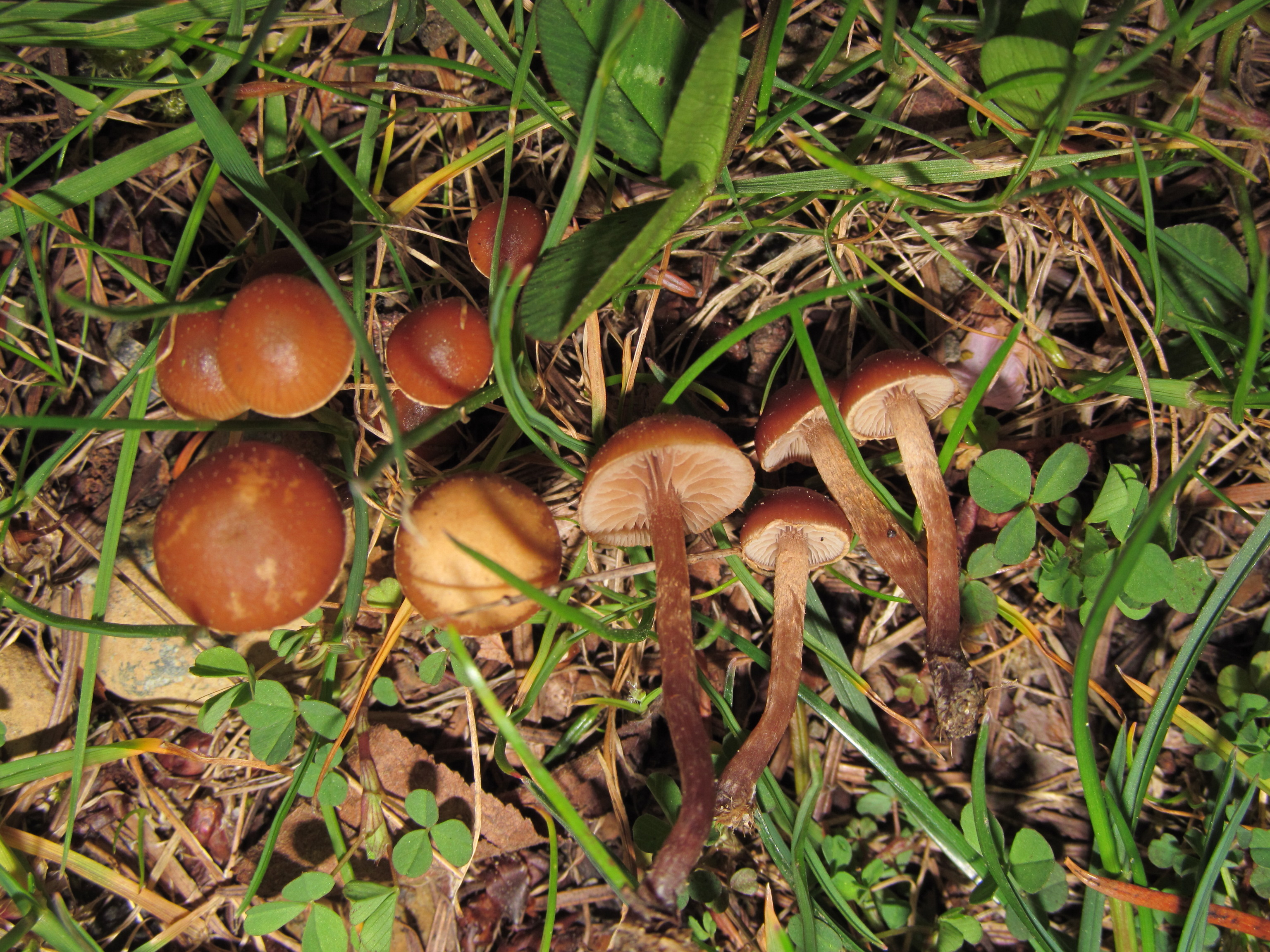
Łysiczka ciemnobrązowa
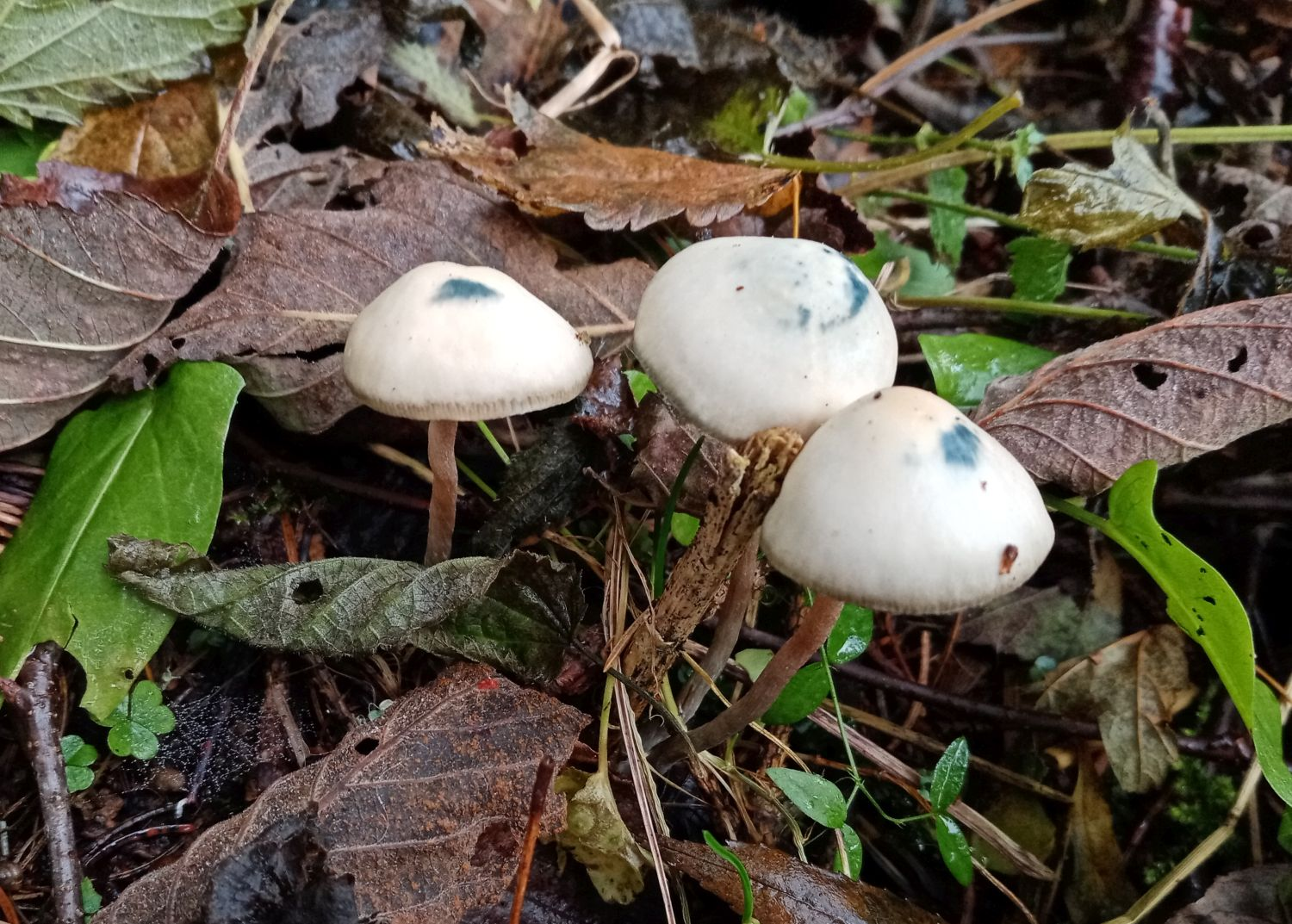
Łysiczka czeska
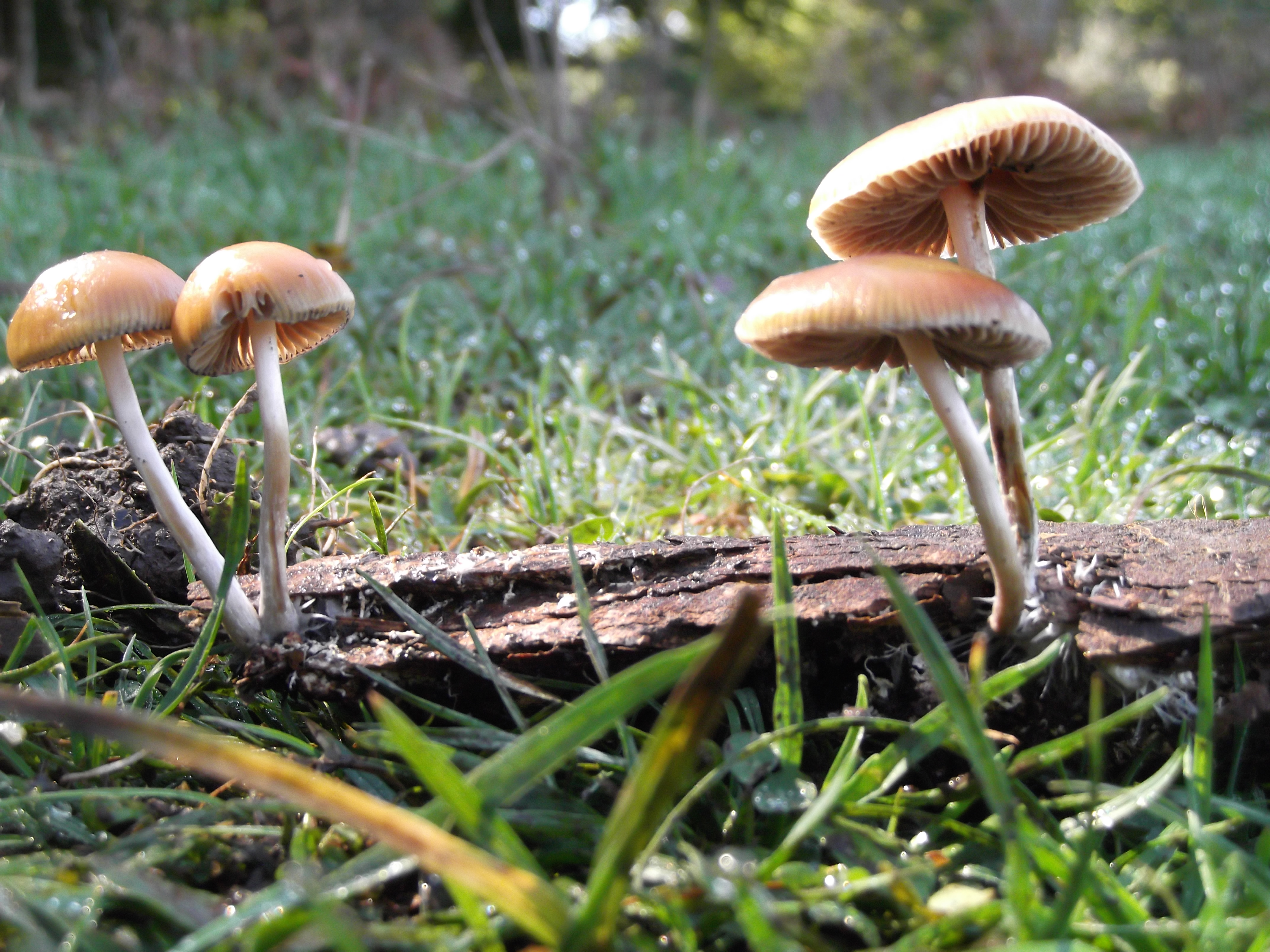
Łysiczka serbska
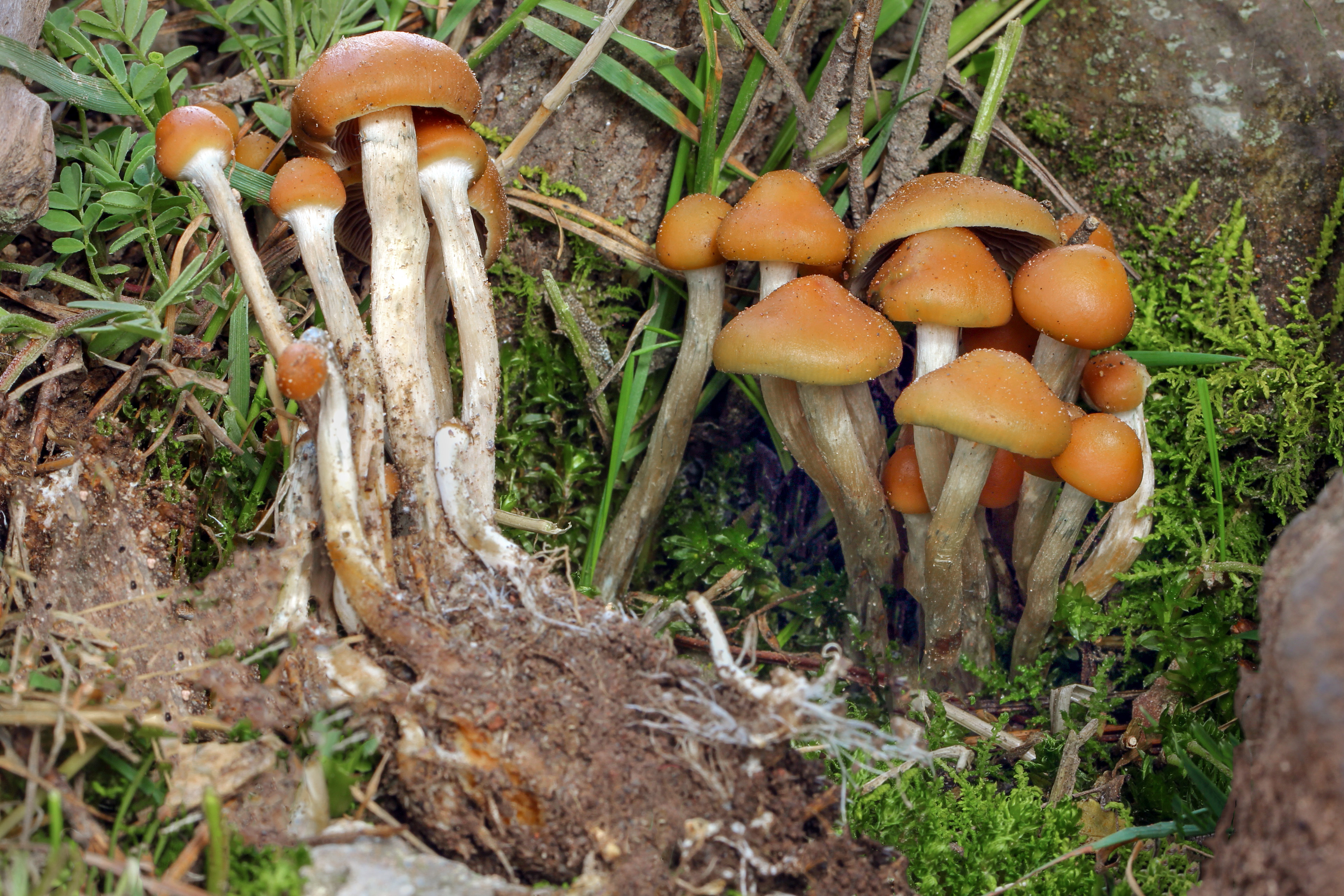
Psilocybe aztecorum
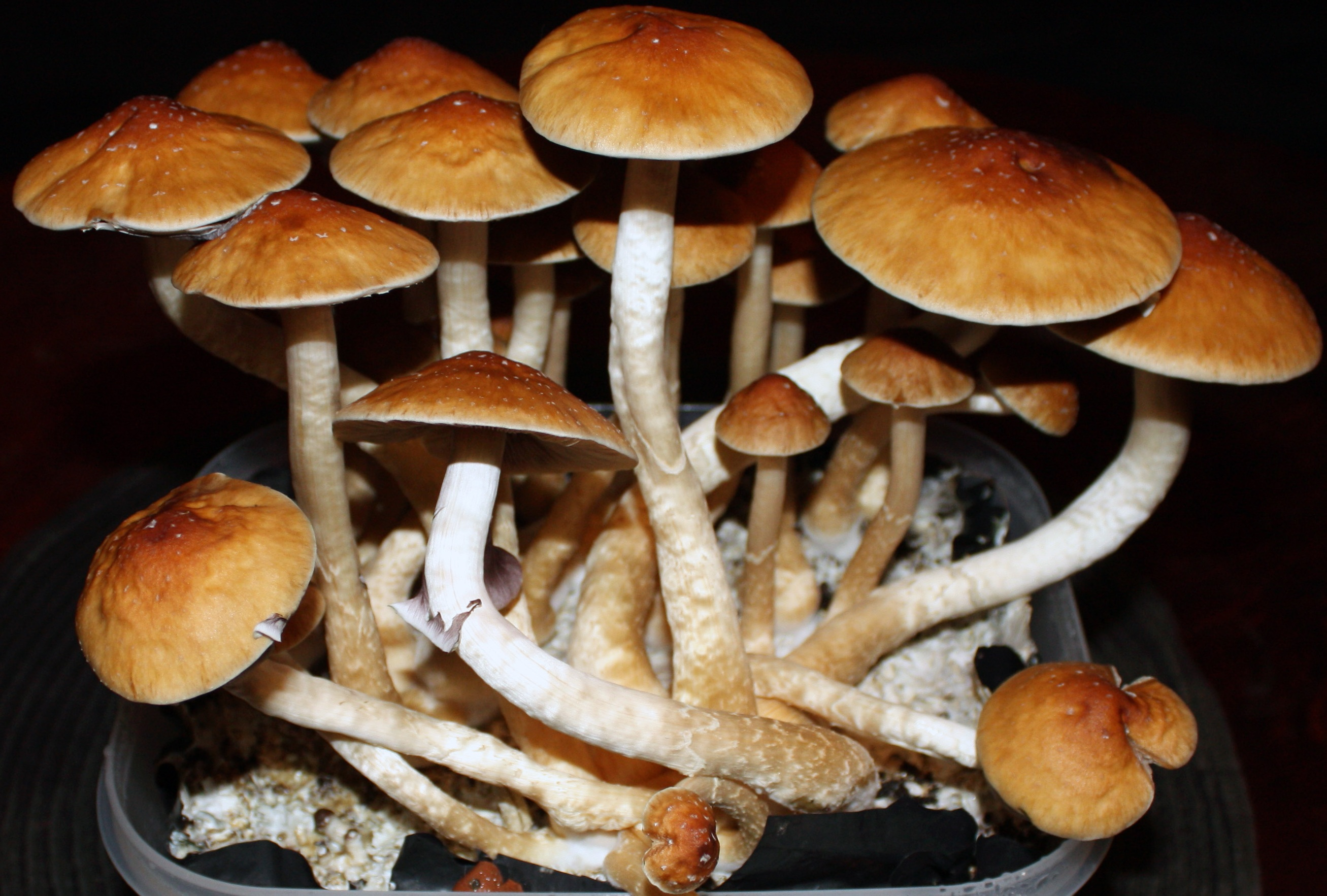
Psilocybe cubensis
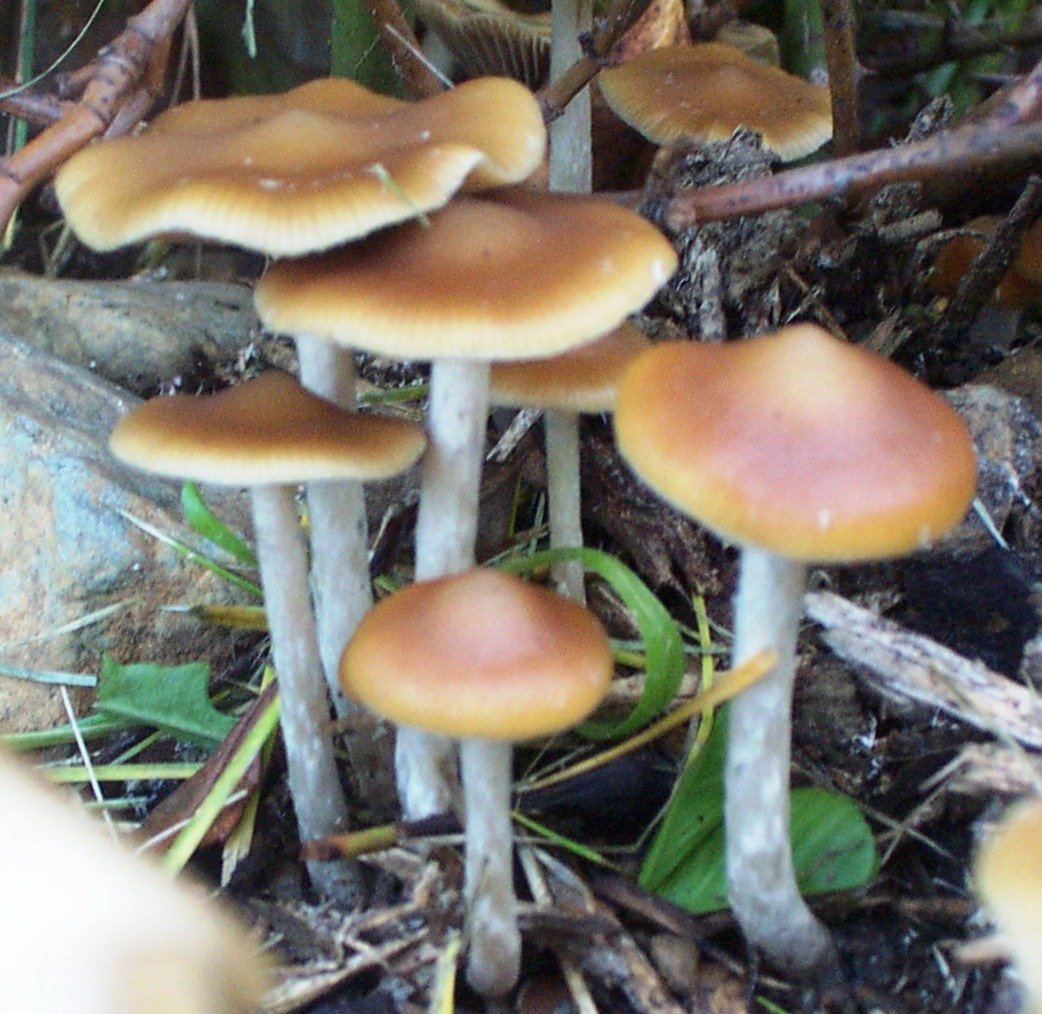
Psilocybe cyanescens
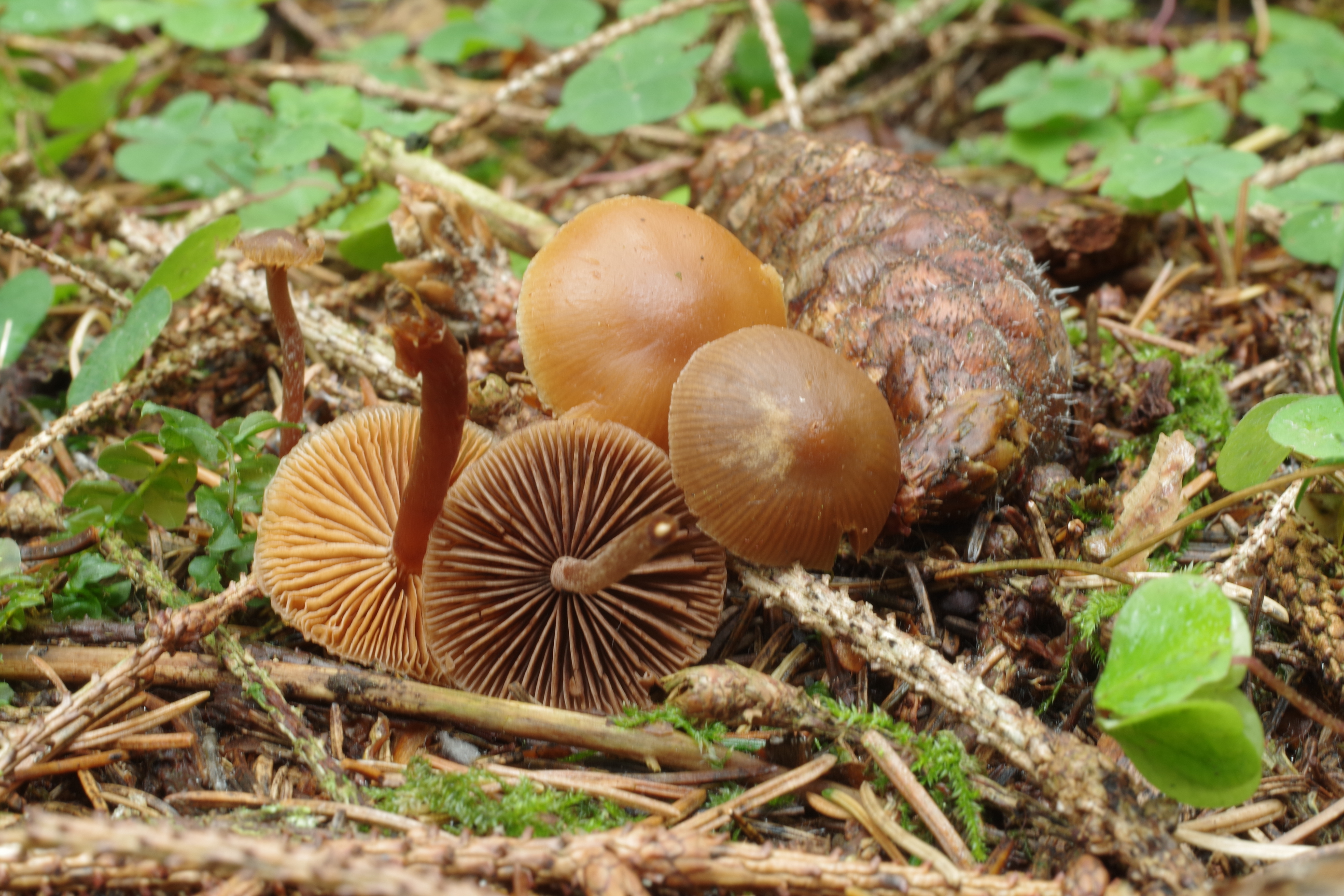
Psilocybe medullosa
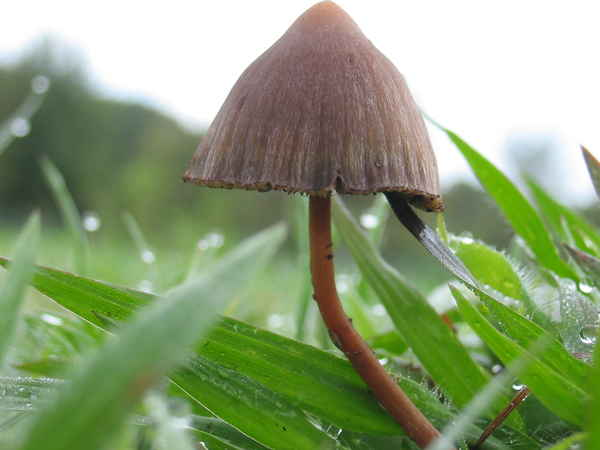
Psilocybe mexicana